# Canton de Bordeaux-3
Le canton de Bordeaux-3 est une circonscription électorale française située dans le département de la Gironde, en région Nouvelle-Aquitaine.

## Histoire
Ce canton est créé en 1801 en même temps que les cantons de Bordeaux-1 à 6, à la suite de la scission du canton de Bordeaux. Le 13 juillet 1973, les limites du canton sont modifiées. Il se compose d'une partie de la ville de Bordeaux, en rive gauche de la Garonne.
Un nouveau découpage territorial de la Gironde (département) entre en vigueur à l'occasion des premières élections départementales suivant le décret du 20 février 2014. Les conseillers départementaux sont, à compter de ces élections, élus au scrutin majoritaire binominal mixte. Les électeurs de chaque canton élisent au Conseil départemental, nouvelle appellation du Conseil général, deux membres de sexe différent, qui se présentent en binôme de candidats. Les conseillers départementaux sont élus pour 6 ans au scrutin binominal majoritaire à deux tours, l'accès au second tour nécessitant 12,5 % des inscrits au 1er tour.
En outre la totalité des conseillers départementaux est renouvelée. Ce nouveau mode de scrutin nécessite un redécoupage des cantons dont le nombre est divisé par deux avec arrondi à l'unité impaire supérieure si ce nombre n'est pas entier impair, assorti de conditions de seuils minimaux. Dans la Gironde, le nombre de cantons passe ainsi de 63 à 33. Le nouveau canton de Bordeaux-3 constitue une fraction cantonale de Bordeaux. Il est entièrement inclus dans l'arrondissement de Bordeaux. Le bureau centralisateur est situé à Bordeaux.

## Géographie

Les cinq cantons de Bordeaux depuis 2015.

Le canton de Bordeaux-3 est organisé dans l'arrondissement de Bordeaux, à l'intérieur de la commune de Bordeaux. Son altitude varie de 1 m à 42 m pour une altitude moyenne de 6 m.

## Représentation

### Conseillers généraux de 1833 à 2015
| Période | Période          | Identité                                 | Étiquette                     | Qualité |
| ------- | ---------------- | ---------------------------------------- | ----------------------------- | --- |
| 1833    | 1848             | Théodore Ducos                           | Opposition libérale           | Négociant et armateur à Bordeaux Député (1834-1851) - Sénateur (1853-1855) - Ministre (1851)                                             |
| 1848    | 1852             | Maurice Lafargue de Grangeneuve jeune    |                               | Notaire, conseiller municipal de Bordeaux                                                                                                |
| 1852    | 1861 (décès)     | Jean-Baptiste Félix de la Seiglière      |                               | Premier président de la Cour impériale                                                                                                   |
| 1861    | 1867             | Raymond-Théodore Troplong                |                               | Président de chambre à la Cour impériale Pair de France (1846-1848), Sénateur (1852-1869)                                                |
| 1867    | 1871             | Joseph Barnabé Samazeuilh (1810-1903)    |                               | Banquier, conseiller municipal de Bordeaux                                                                                               |
| 1871    | 1880             | Émile Fourcand                           | Républicain                   | Négociant, député (1871), sénateur (1875-1881), ancien maire de Bordeaux (1870)                                                          |
| 1880    | 1892             | Émile Counord                            | Républicain                   | Ingénieur mécanicien à Bordeaux, conseiller d'arrondissement du canton de Bordeaux-1                                                     |
| 1892    | 1898             | Charles Bernard                          | Intransigeant Socialiste      | Pharmacien, propriétaire à Bordeaux, conseiller d'arrondissement, député de la Gironde (1898-1902), député de la Seine (1914-1924)       |
| 1898    | 1919             | Jean Pierre Amédée Georges Etienne Périé | Rad. puis Socialiste          | Avocat, propriétaire à Bordeaux |
| 1919    | 1922             | Gustave Joseph Auguste Doumeng           | Républicain                   | Docteur en médecine, propriétaire à Pessac                                                                                               |
| 1922    | 1928             | Edmond Costedoat                         | SFIO                          | Professeur de l'Université de Bordeaux Ajoint au maire de Bordeaux (1925-1933) Conseiller général du canton de Bordeaux-4 (1937-1940)    |
| 1928    | 1934             | Pierre Toulet                            | URD                           | Propriétaire à Bordeaux |
| 1934    | 1940             | Jean-Louis Monier                        | URD                           | Importateur de bois, Bordeaux Nommé membre de la Commission administrative départementale en 1941 Nommé conseiller départemental en 1943 |
|         |                  |                                          |                               | |
| 1945    | 1951             | Bertrand Pinsolle                        | SFIO                          | Directeur de l'hôpital Saint-André, conseiller municipal de Bordeaux                                                                     |
| 1951    | 1953 (décès)     | François Fleuret                         | RPF                           | Ancien syndic des pilotes du port de Bordeaux                                                                                            |
| 1953    | 1979 (démission) | Raymond Moynet                           | RS puis UNR puis UDR puis RPR | Avocat à la Cour Adjoint au maire de Bordeaux Suppléant du député Arthur Richards (1958-1962)                                            |
| 1979    | 1999 (démission) | Hugues Martin                            | RPR                           | Assureur-conseil Adjoint au maire de Bordeaux Député au Parlement Européen (1999-2004)                                                   |
| 1999    | 2015             | Michel Duchêne                           | RPR puis UMP                  | Adjoint au maire de Bordeaux |

### Conseillers d'arrondissement (de 1833 à 1940)
| Période                                  | Période      | Identité                | Étiquette                        | Qualité |
| ---------------------------------------- | ------------ | ----------------------- | -------------------------------- | --- |
| 1833                                     | 1839         | Joseph Henri Galos      | Conservateur                     | Négociant à Bordeaux, député (1837-1848)                                                                    |
|                                          |              |                         |                                  | |
| 1848                                     | ap.1852      | Antoine Félix Dusolier  |                                  | Avoué à Bordeaux                                                                                            |
|                                          |              |                         |                                  | |
| 1871                                     | 1876 (décès) | Achille Lugeol          | Républicain                      | Adjoint au maire de Bordeaux, Président du Conseil d'arrondissement                                         |
| 1877                                     | 1883         | Octave Bernard          | Républicain                      | Adjoint au maire de Bordeaux                                                                                |
| 1883                                     | 1889         | Antoine Kissel fils     | Républicain                      | Ébéniste |
| 1889                                     | 1892         | Charles Bernard         | Radical boulangiste              | Pharmacien à Bordeaux                                                                                       |
| 1892                                     | 1902 (décès) | Henri Marly (1850-1902) | Républicain                      | Négociant (fabricant de glaces), Président du syndicat des contribuables                                    |
| 1902                                     | 1907         | Georges Darizcuren      | Nationaliste                     | Négociant                                                                                                   |
| 1907                                     | 1913         | Raymond Lafontaine      | Socialiste                       | Médecin |
| 1913                                     | 1931         | Georges Darizcuren      | Républicain libéral progressiste | Négociant                                                                                                   |
| 1931                                     | 1940         | Paul Bossès             | Républicain                      | Fabricant de liqueurs, Président du comité régional d'expansion économique, Bordeaux                        |
| 1940                                     |              |                         |                                  | Les conseils d'arrondissement ont été suspendus par la loi du 12 octobre 1940 et n'ont jamais été réactivés |
| Les données manquantes sont à compléter. |              |                         |                                  | |

### Conseillers départementaux depuis 2015
| Période élective | Période élective | Mandat | Mandat   | Identité           | Nuance | Nuance | Qualité                                                                    |
| ---------------- | ---------------- | ------ | -------- | ------------------ | ------ | ------ | -------------------------------------------------------------------------- |
| 2015             | 2021             | 2015   | 2021     | Géraldine Amouroux |        | LR     | Cadre (fonction publique territoriale), conseillère municipale de Bordeaux |
| 2015             | 2021             | 2015   | 2021     | Pierre Lothaire    |        | LR     | Chef d'entreprise, adjoint au maire de Bordeaux (Caudéran) (2014-2020)     |
| 2021             | 2028             | 2021   | en cours | Géraldine Amouroux |        | LR     | Conseillère sortante                                                       |
| 2021             | 2028             | 2021   | en cours | Gerald Carmona     |        | LR     | Conseiller départemental sortant du canton de Bordeaux-2                   |

### Résultats détaillés

#### Élections de mars 2015
Lors des élections départementales de 2015, le binôme composé de Géraldine Amouroux et Pierre Lothaire (Union de la droite) est élu au premier tour avec 54,04 % des suffrages exprimés, devant le binôme composé de Pascale Bousquet-Pitt et Hubert Tortes Saint Jammes (Union de la gauche) (25,16 %). Le taux de participation est de 52,29 % (17 094 votants sur 32 688 inscrits) contre 50,55 % au niveau départemental et 50,17 % au niveau national.

#### Élections de juin 2021
Le premier tour des élections départementales de 2021 est marqué par un très faible taux de participation (33,26 % au niveau national). Dans le canton de Bordeaux-3, ce taux de participation est de 36,52 % (12 642 votants sur 34 615 inscrits) contre 33,41 % au niveau départemental. À l'issue de ce premier tour, deux binômes sont en ballottage : Géraldine Amouroux et Gerald Carmona (LR, 24,74 %) et Clément Jeandet et Françoise Julien (Union à gauche avec des écologistes, 24,04 %).
Le second tour des élections est marqué une nouvelle fois par une abstention massive équivalente au premier tour. Les taux de participation sont de 34,36 % au niveau national, 33,6 % dans le département et 35,64 % dans le canton de Bordeaux-3. Géraldine Amouroux et Gerald Carmona (LR) sont élus avec 60,76 % des suffrages exprimés (7 081 voix pour 12 340 votants et 34 623 inscrits),,.
En janvier 2022, le tribunal administratif annule l'élection du binôme Amouroux-Cardona (LR) à la suite d'un recours du binôme David-Loustaneau (LREM). Certains bulletins au nom du duo qui concourait sous l'étiquette de la majorité présidentielle présentaient une mention jugée trompeuse ("ancien membre du cabinet d'Alain Juppé"). Contestée par le binôme LR élu, la décision est finalement confirmée par le Conseil d'État le 18 juillet 2022. Un scrutin partiel est donc organisé les 9 et 16 octobre 2022.

## Composition
| Nom                              | Code Insee | Intercommunalité   | Superficie (km2) | Population (dernière pop. légale)                 | Densité (hab./km2) | Modifier                                    |
| -------------------------------- | ---------- | ------------------ | ---------------- | ------------------------------------------------- | ------------------ | ------------------------------------------- |
| Bordeaux (bureau centralisateur) | 33063      | Bordeaux Métropole | 49,36            | Fraction : 48 394 (2022) Commune : 265 328 (2022) | 5 375              | modifier les données · modifier les données |
| Canton de Bordeaux-3             | 3304       |                    |                  | 48 394 (2022)                                     |                    | modifier les données                        |

Le nouveau canton de Bordeaux-3 comprend la partie de la commune de Bordeaux située à l'ouest de l'axe des voies et limites suivantes : depuis la limite territoriale de la commune du Bouscat, boulevard du Président-Wilson, boulevard Antoine-Gautier, rue Frantz-d'Espagnet, place Amélie-Raba-Léon, rue de la Pelouse-de-Douet jusqu'à la limite territoriale de la commune de Mérignac.

## Démographie

### Démographie avant 2015
| 1962 | 1968 | 1975 | 1982 | 1990   | 1999   | 2006   | 2011   | 2012   |
| ---- | ---- | ---- | ---- | ------ | ------ | ------ | ------ | ------ |
| -    | -    | -    | -    | 31 379 | 31 634 | 34 243 | 35 462 | 35 714 |

### Démographie depuis 2015
En 2022, le canton comptait 48 394 habitants, en évolution de +2,53 % par rapport à 2016 (Gironde : +6,91 %, France hors Mayotte : +2,11 %).
| 2013   | 2018   | 2022   |
| ------ | ------ | ------ |
| 46 131 | 48 315 | 48 394 |